# 小行星3550
小行星3550（英語：3550 Link）是一颗围绕太阳公转的小行星。1981年12月20日，安東寧·姆爾科斯在克列特发现了此天体。这颗小行星的绝对星等为11.6等。